# George Hendrik Breitner

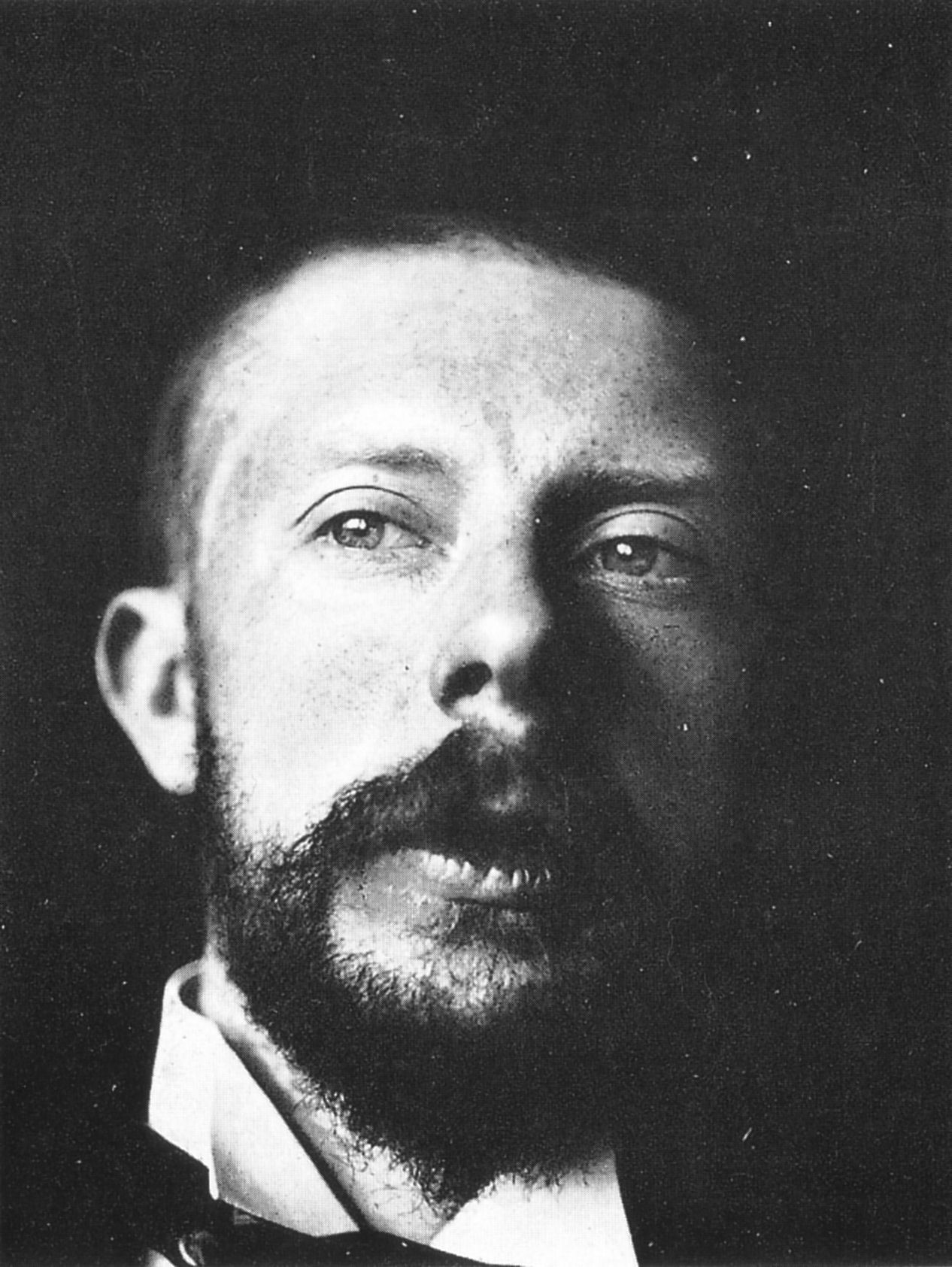
George Hendrik Breitner, Porträtfotografie von Willem Witsen, 1891/92

George Hendrik Breitner (* 12. September 1857 in Rotterdam; † 5. Juni 1923 in Amsterdam) war ein niederländischer Kunstmaler, der insbesondere für seine Amsterdamer Stadtansichten des 19. Jahrhunderts bekannt ist und als der bedeutendste Vertreter des Amsterdamer Impressionismus gilt. Er war auch als Fotograf erfolgreich und hinterließ mehr als 2.000 Negative. Breitner selbst gab sich den französischen Beinamen Le peintre du peuple („Der Volksmaler“).

## Leben
Breitner wuchs als Sohn eines Getreidehändlers in Rotterdam auf. Er war ein schwieriger und eigensinniger Jugendlicher, der sich zeitweise mit dem Vater überwarf. Im Alter von 14 Jahren verließ er die Schule ohne Abschluss, arbeitete in einem Büro und widmete sich in seiner Freizeit dem Malen und Zeichnen. Am liebsten zeichnete er Kriegs-, Schlacht- und Militärszenen. Er nahm Stunden bei dem Rotterdamer Genremaler und Zeichenlehrer Christoffel Neurdenburg (1817–1906), der sein Talent entdeckte und den Vater überzeugte, Breitner in diese Richtung zu fördern. Er ermöglichte daraufhin seinem Sohn 1876 die Aufnahme eines Studiums an der Königlichen Kunstakademie in Den Haag.

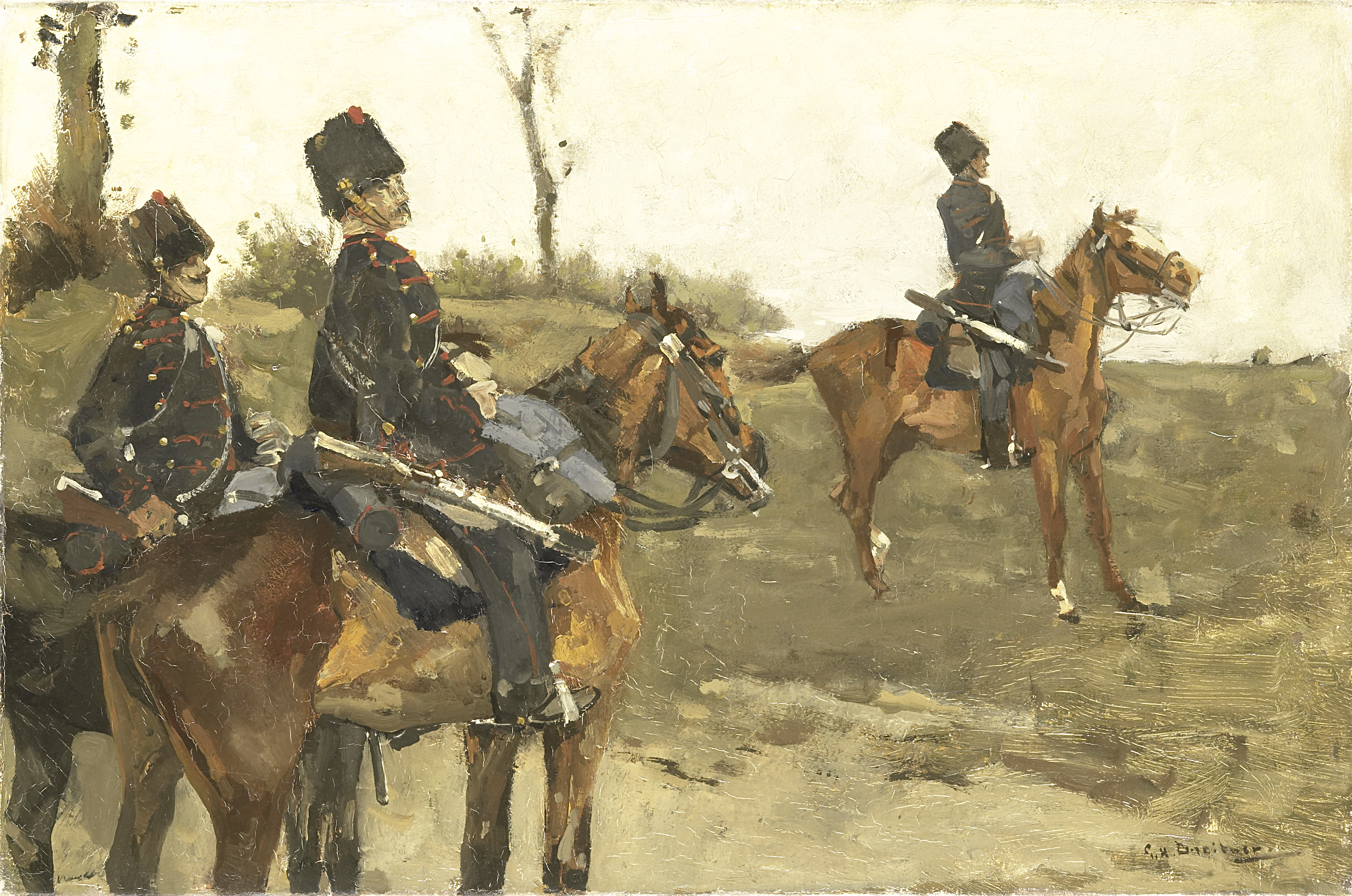
Huzaren (1850)

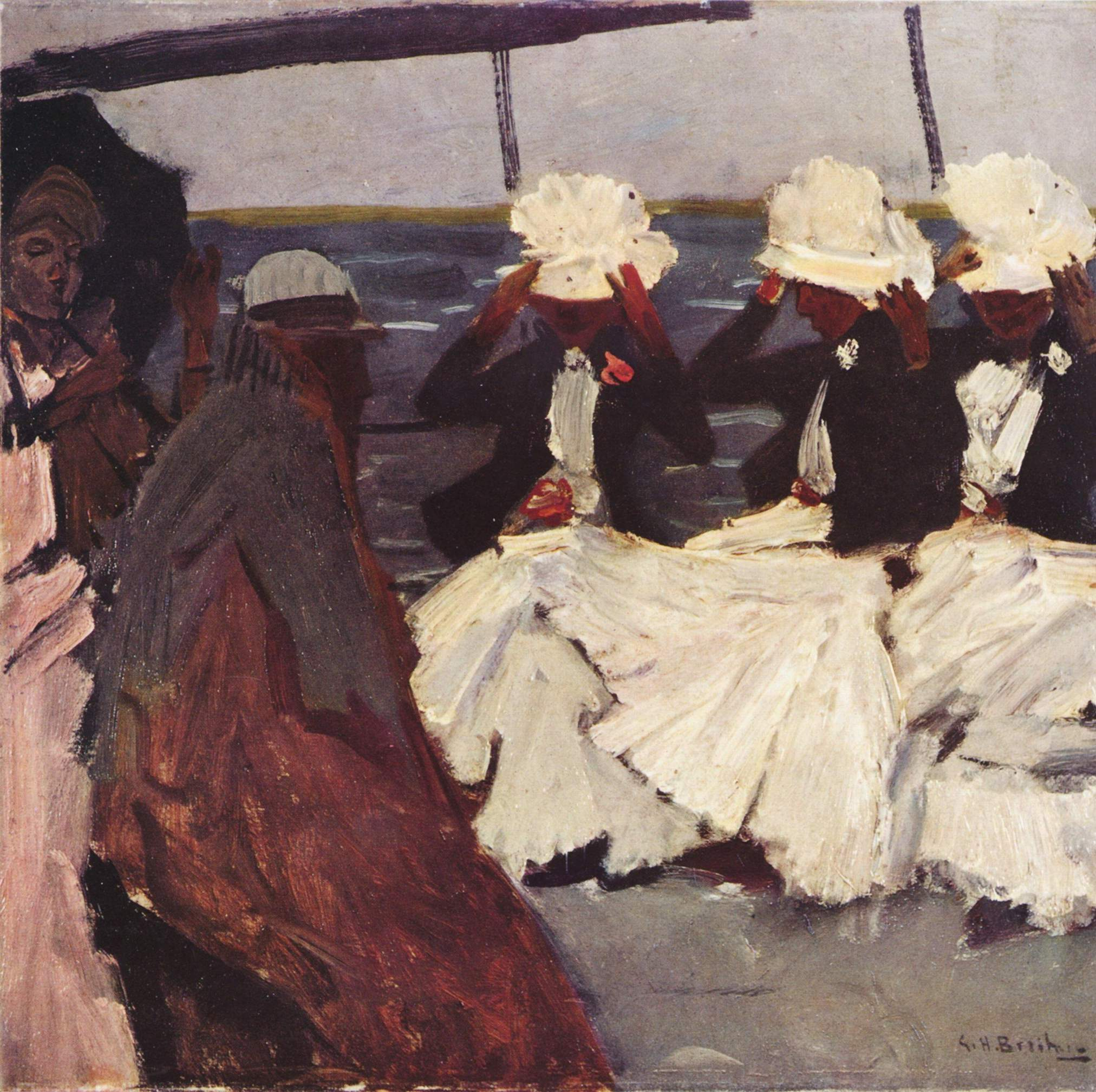
Promenadendeck mit drei Damen

In Den Haag kam Breitner über die Künstlervereinigung Pulchri Studio mit Vertretern der Haager Schule, wie Jozef Israëls, Jacob Maris, Anton Mauve und anderen in Kontakt. Diese beschrieb er als „joviale Kerle, die einem richtig Mut machen können“. Ihr Werk sprach ihn viel stärker an, als das, was er auf der gestrengen Akademie lernte. Breitner spezialisierte sich in dieser Zeit neben Schlachtszenen auf Pferdestudien und war daher oft in der Haager Staatsreitschule anzutreffen. Ansonsten arbeitete er in der Werkstatt von Willem Maris.
Wegen schlechter Führung (er erschien oft wochenlang nicht zum Unterricht und verstieß mehrfach gegen die Schulordnung) musste Breitner 1880 die Königliche Akademie verlassen. Trotz dieser Schwierigkeiten hatte er sich mit seinen Pferdestudien bereits einen Namen gemacht, so dass Willem Mesdag auf ihn aufmerksam wurde, der ihn damit beauftragte, unter anderem die Kavallerie am Strand auf seinem berühmten Panorama Mesdag in Scheveningen zu malen. Außerdem gab Breitner mittlerweile selbst Unterricht an der Mal- und Zeichenakademie von Leiden, wo er sich allerdings „fürchterlich langweilte“.
1882 lernte Breitner Vincent van Gogh kennen, mit dem ihn zunächst eine Seelenverwandtschaft verband. Zusammen zogen sie aus, um Den Haager Arbeiter und Dienstmädchen zu zeichnen.
1884, nach Beendigung des Mesdag-Projekts, ging Breitner nach Paris, wo er im Atelier von Fernand Cormon arbeitete. 1886 kehrte er in die Niederlande zurück und ließ sich in Amsterdam nieder, wo er bis zu seinem Tod blieb. Er löste sich vom Stil der Haager Schule. Impressionistische Landschaftseindrücke interessierten ihn zunehmend weniger, sein Stil wurde gegenständlicher, „wahrhaftiger“, wie er es ausdrückte, aber auch düsterer. Er begann, Amsterdamer Stadtszenen und Stadtansichten zu malen. Vor allem die weniger betuchten Viertel der Hauptstadt, wie der Jordaan und das Gebiet um den Rokin (eine sich stets durch regen Fußgänger- und Straßenbahnverkehr auszeichnende Straße, an der sich unter anderem die Amsterdamer Börse und der Kunstsaal der Arti et Amicitiae befindet), erregten sein Interesse. Er arbeitete mit schnellen Pinselstrichen und versuchte, einen Eindruck vom Leben auf der Straße mit seinen Handwerkern, Fabrikarbeiterinnen, Hausfrauen, Hafenarbeitern, Straßenhunden zu vermitteln. Seine Zeichnungen boten oft ein graues, deprimierendes Bild von den Straßen der Hauptstadt. Die Hauptstadt war ein Magnet für junge Künstler aus dem ganzen Land, und so kam er schnell mit den „Achtzigern“ (Tachtigers), einer einflussreichen Künstlergruppe um die Literaturzeitschrift De Nieuwe Gids in Kontakt. Weitere Mitglieder dieser Gruppe waren Isaac Israëls, Willem Witsen und Dichter wie Willem Kloos. 1896 erhielt er auf der Internationalen Kunstausstellung in Berlin eine große Goldmedaille.

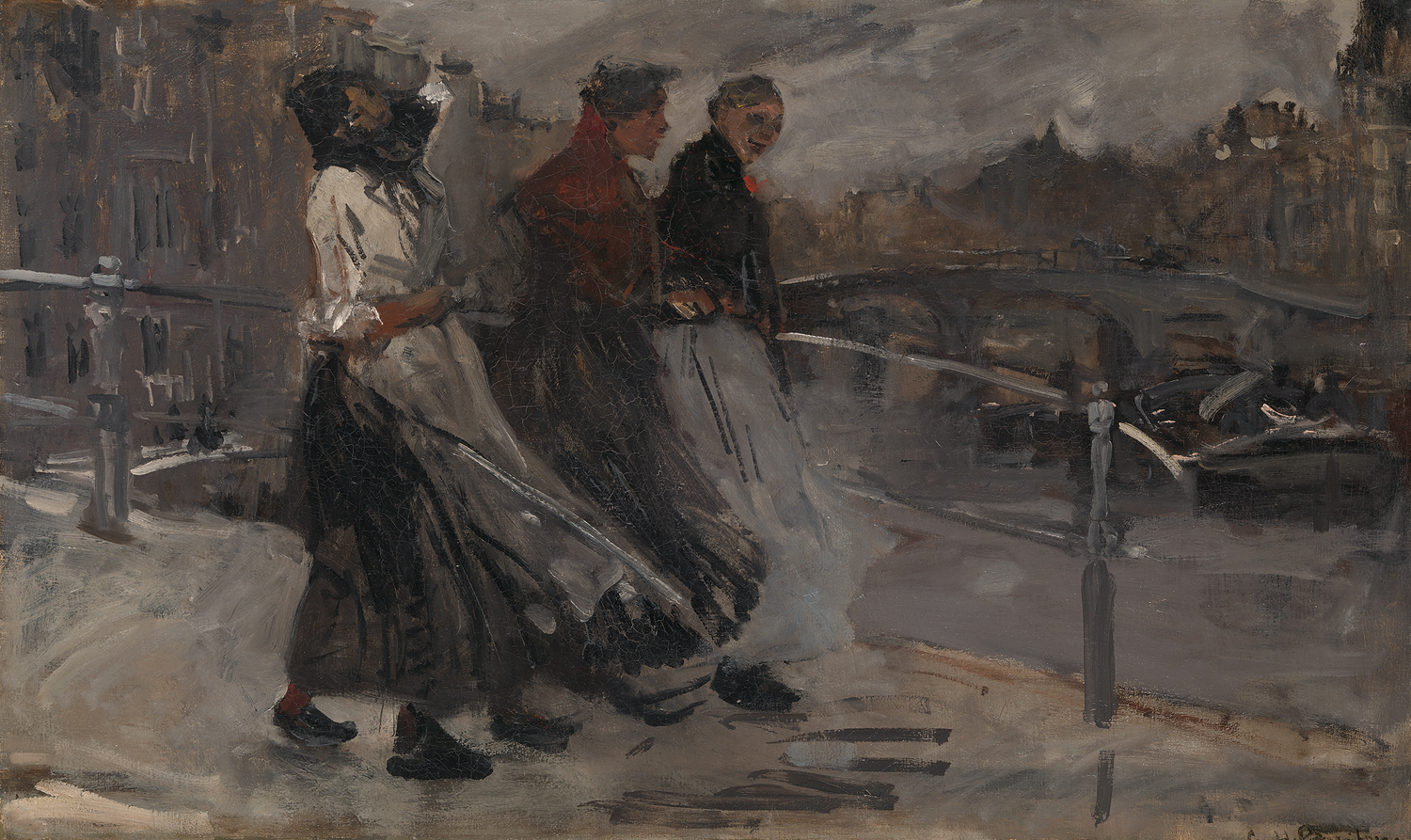
Regen und Wind
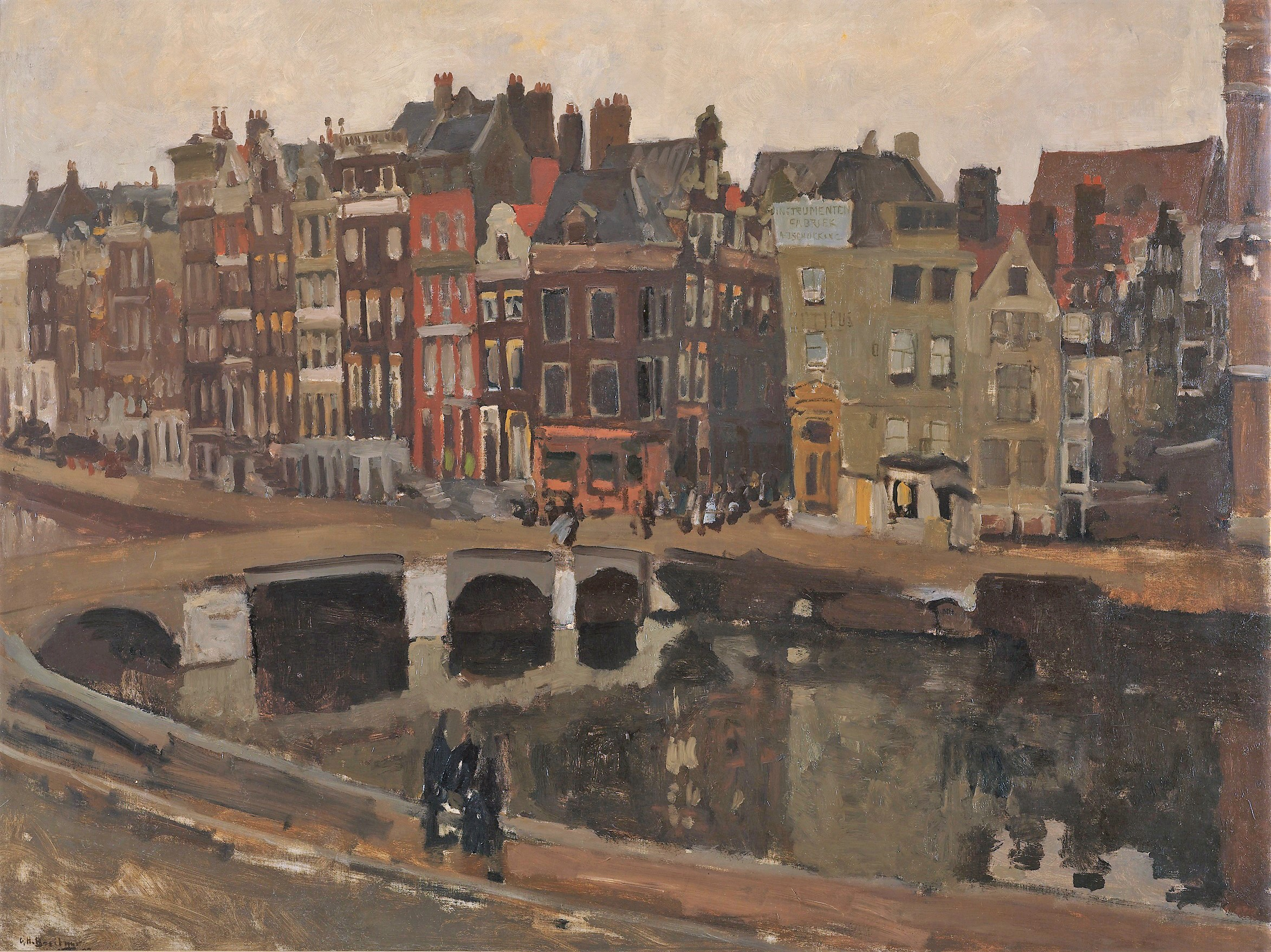
Rokin
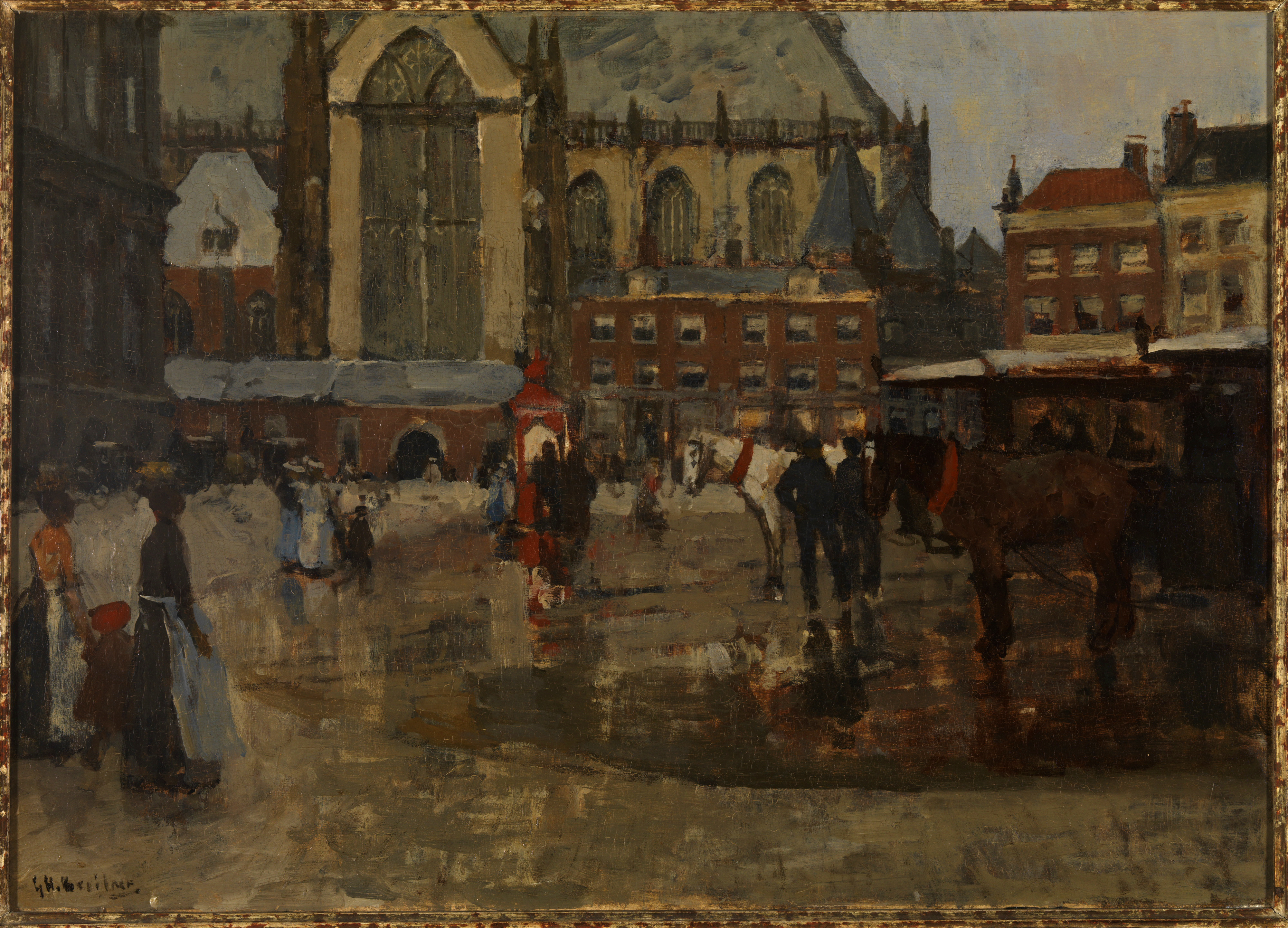
Blick auf den Dam
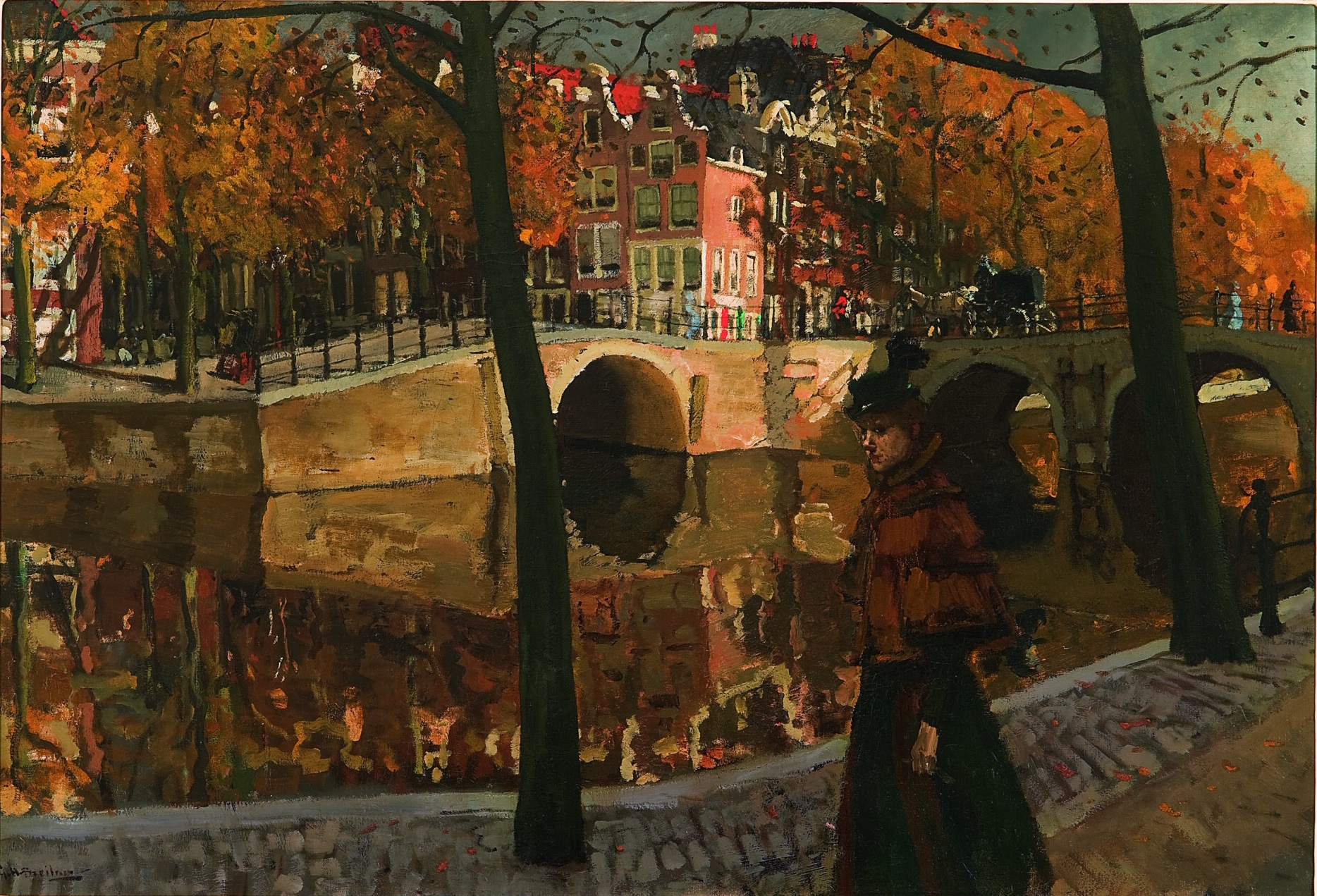
Keizersgracht

Neben Stadtansichten malte Breitner auch Innenausstattungen, Stillleben, Porträts und Akte. Vor allem bekannt wurden seine Bilder von Mädchen in Kimonos, die er 1893 in seinem Atelier an der Lauriergracht 8 anfertigte. Die meisten Porträts aus dieser Serie zeigen die 17-jährige Geesje Kwak, aber auch andere Mädchen standen ihm Modell. Seine Akte waren, wie seine Stadtansichten, keine Fantasiebilder mit erotischer Perfektion, sondern düster, deprimierend, oft gar bösartig.

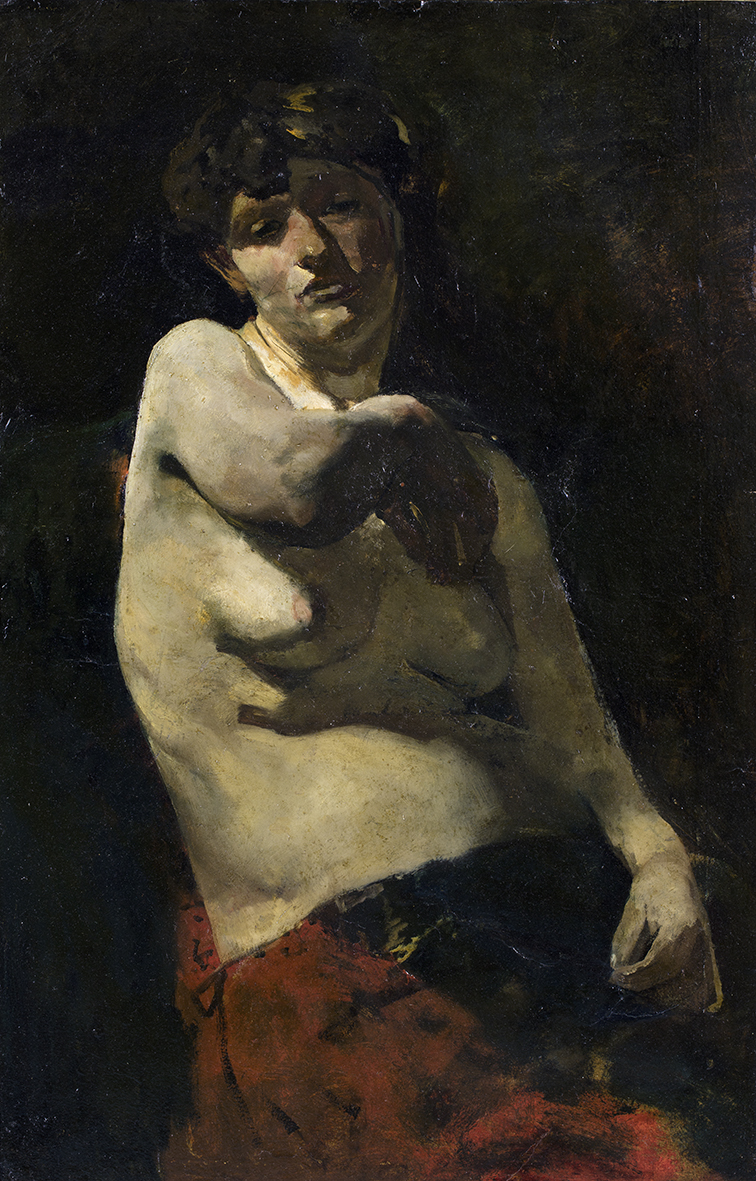
Sitzendes Aktmodell, 1888
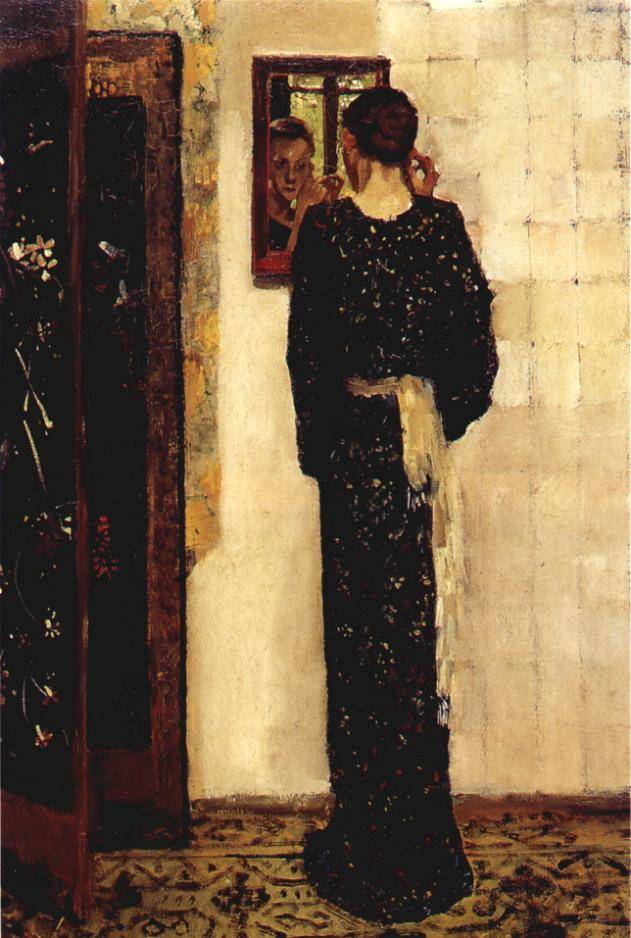
Der Ohrring, ca. 1893
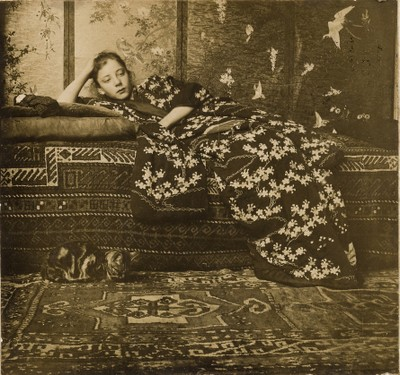
Foto von Geesje Kwak, ca. 1894
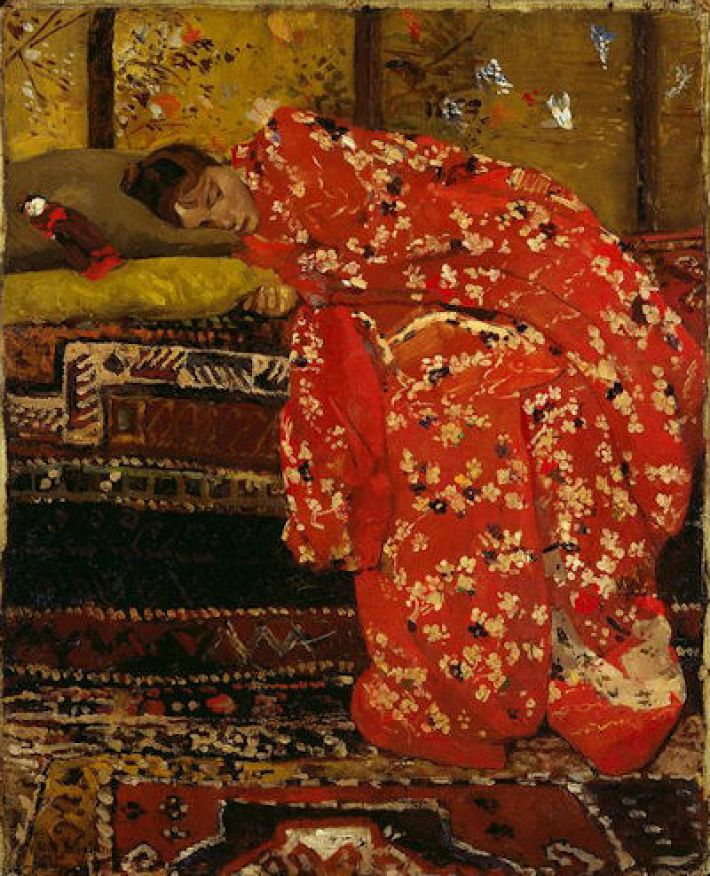
Mädchen in rotem Kimono, ca. 1894
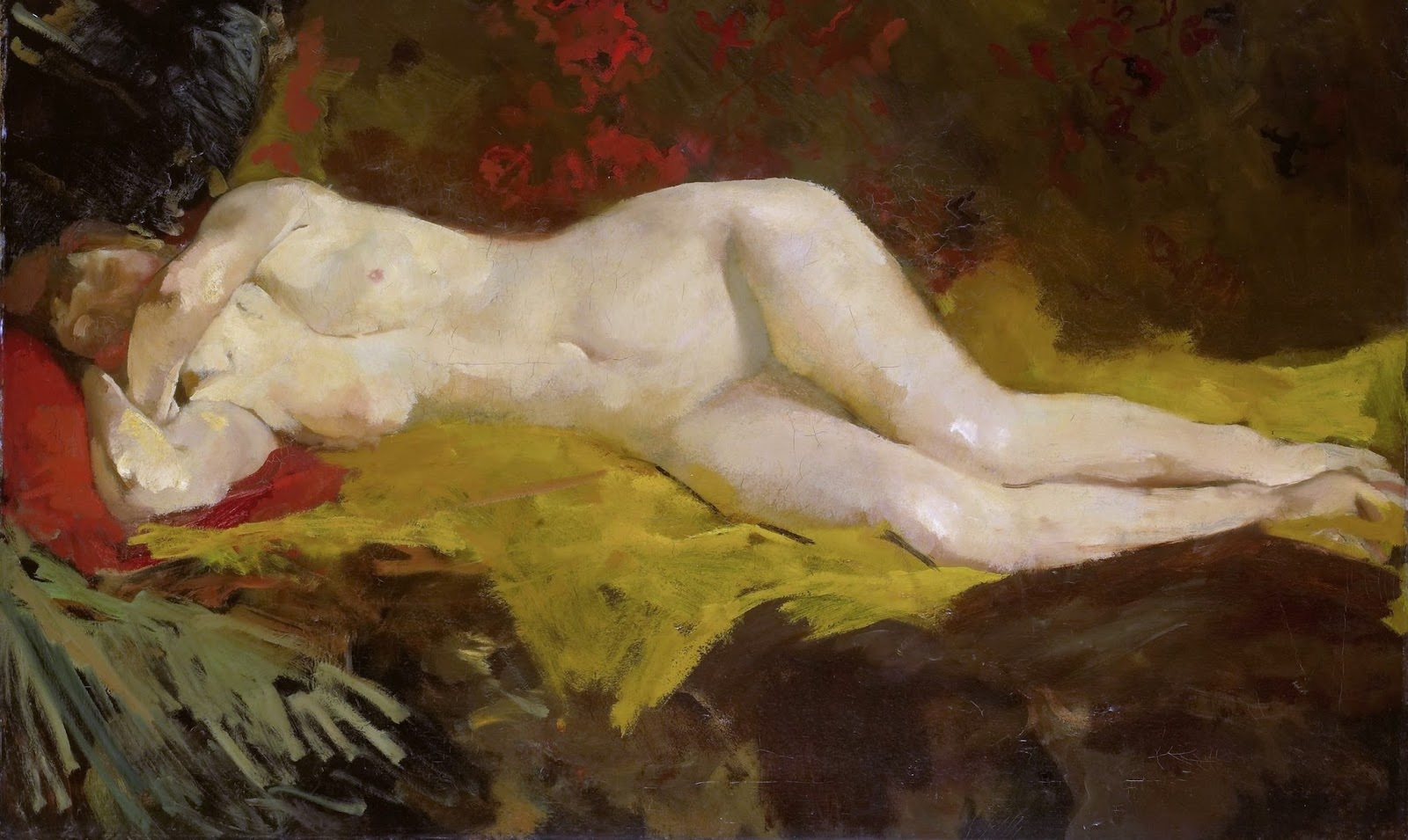
Liegendes Aktmodell, ca. 1888

Noch zu Lebzeiten genoss Breitner hohe Bekanntheit, was ihn jedoch nicht vor Geldsorgen bewahrte.
Am 5. Juni 1923 starb der Volksmaler an einem Herzanfall. Er wurde unter großer Anteilnahme der Bevölkerung in Amsterdam begraben.

„Breitners Kunst ist nicht die Folge einer Periode, sie ist selbst die Periode.“

„Ein schüchterner, nervöser, rechthaberischer Mann, der, obwohl schmal gebaut, mit seinen fetten Wangen und kleinen Äuglein einem Ferkel glich. Er hatte schlechte Manieren und seine Schüchternheit verursachte einen unfreundlichen Eindruck. Es war unmöglich, mit ihm eine normale Unterhaltung zu führen: Er sprach in kurzen, abgehackten Sätzen, die regelmäßig von abrupten Lachsalven unterbrochen wurden. Plötzlicher Lärm oder scharfes Licht erschreckten ihn über Gebühr. Er spielte lieber mit Willem Witsen Schach als dass er ein Gespräch führte.“

„Ein ungewöhnlich temperamentvoller Maler ist Georg Hendrik Breitner. Sein wunderbar tieftoniges Manöverbild ‚Der Kanonenschuß‘ (Nr. 19), eines der schönsten Werke auf der Ausstellung, würde einem Manet alle Ehre machen, auch der ‚Straßendurchbruch‘ (Nr. 21) und die ‚Brouwersgracht‘ (Nr. 26) zeigen hohe Qualitäten. ‚Der Liegende Akt‘ (Nr. 20) ist mit impressionistischer Verve gebracht, die ‚Frau im Kimono‘ (Nr. 30) ganz pariserisch aufgefaßt.“

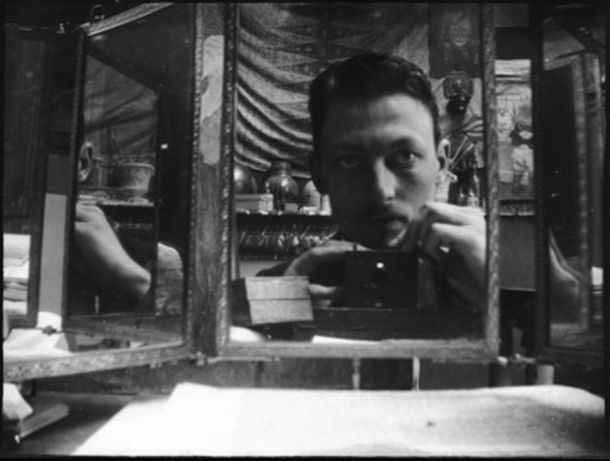
Selbstporträt, etwa 1895

In seinen Memoiren schrieb Esser auch, dass er Breitner als wichtigsten Künstler des 19. Jahrhunderts einschätze, während Willem Witsen, mit dem Breitner sein Leben lang befreundet blieb, ihn als ein Genie betrachtete. Breitner selbst sah sich als Le peintre du peuple, den Volksmaler, einen Beinamen, den er sich selbst in seiner Pariser Zeit gab.
Von 1893 bis 1899 wohnte Breitner an der Lauriergracht 8, anschließend am Prinseneiland 24b.

## Stil
In seiner frühen Zeit konzentrierte Breitner sich auf Militär- und Kavalleriethemen, wobei seine Spezialität Pferdestudien waren. Sein frühes Werk war von der Haager Schule beeinflusst.
Nach einer bekannten Äußerung warf Breitner seinem Kollegen Vincent van Gogh vor, „Kunst für Eskimos“ zu machen. Es ist nicht verwunderlich, dass der Stil von Breitner sich mit seinem „dunklen“ oder „schwarzen“ Impressionismus in Bildinhalten und Ausführung stark von dem unterschied, was der „helle“ französische Impressionismus ausdrückte. Wo Van Gogh und seine Stilgenossen mit Hilfe von starken Farben und Kontrasten ihre eigene Sicht der Welt zu kreieren versuchten, kam es Breitner gerade darauf an, die reine, kahle Realität so naturgetreu wie möglich wiederzugeben.

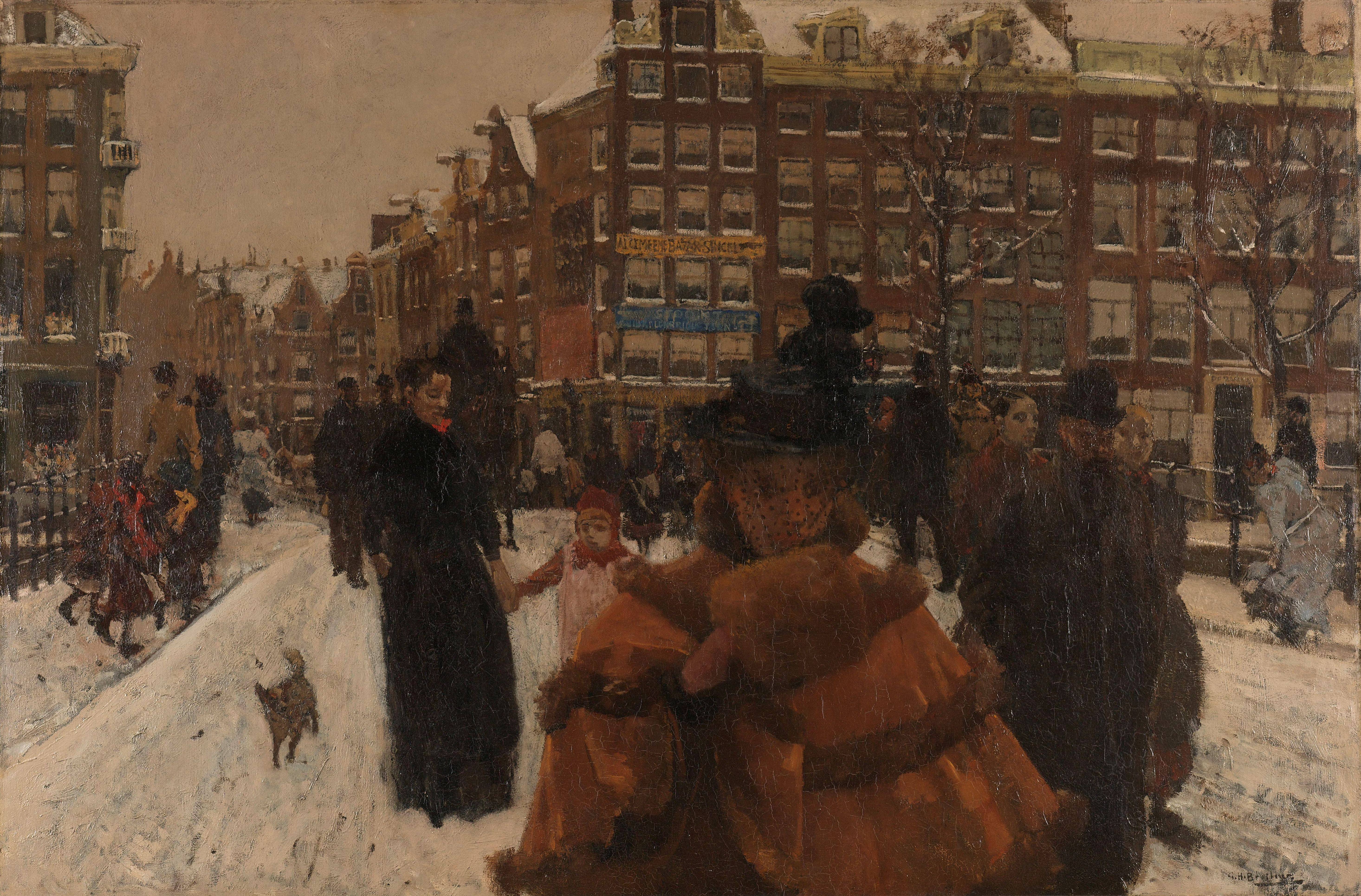
Die Singelbrücke bei der Paleisstraat in Amsterdam, 1890

2004 konnte die kunsthistorische Forschung allerdings zeigen, dass Breitner nicht so wahrhaftig gemalt hatte, wie immer behauptet wurde. So ließ er Gebäude, die ihn störten, in seinen Gemälden aus dem Straßenbild „verschwinden“ oder er suchte sie zu „verstecken“. So verschwand auf einem seiner berühmten Gemälde die – damals allgemein ungeliebte – Börse von Berlage vom Damrak komplett hinter den Segeln eines Schiffes. Auch auf seiner berühmten Darstellung der Singelbrücke in Amsterdam ersetzte er auf Drängen seiner Galerie die im Vordergrund ursprünglich zu sehende Dienstmagd durch eine reiche Dame und passte in dem Zusammenhang auch andere Gestalten an, um kein soziales Gefälle auf dem Bild darzustellen. Daraufhin fand das zunächst schwer verkäufliche Bild sofort einen Käufer.

## Breitner und die Fotografie
Verhältnismäßig spät, vermutlich um 1889, als die Fotoapparate handlicher und preiswerter wurden, entdeckte Breitner die Fotografie und begann, mit diesem Medium zu experimentieren. Angeregt wurde er vermutlich durch seine Kollegen von den „Achtzigern“, von denen die meisten Fotografien als Hilfsmittel oder Gedankenstütze benutzten. Breitners Fotografien wurden weit mehr als Hilfsmittel für Zeichnungen und Gemälde, es entwickelte sich vielmehr eine Wechselwirkung zwischen beiden Medien. Heute sind die Fotografien vortreffliche Zeugnisse des zeitgenössischen Stadtlebens der niederländischen Gründerzeit. Vor allem das Festhalten von Bewegung und Beleuchtung in der Stadt interessierten ihn, und er wurde letztendlich ein Meister auf diesem Gebiet. Nur selten waren seine Aufnahmen gestellt. Diese Momentaufnahmen, dynamische Schwarz-Weiß-Bilder von meist zufälligen Begegnungen, aber auch sorgfältig ausgesuchte Ansichten sind originell und wirken teilweise bis heute modern.
Die Kamera begleitete ihn bis zu seinen letzten Jahren. Sein fotografischer Nachlass wurde erst 1962 (wieder-)entdeckt.

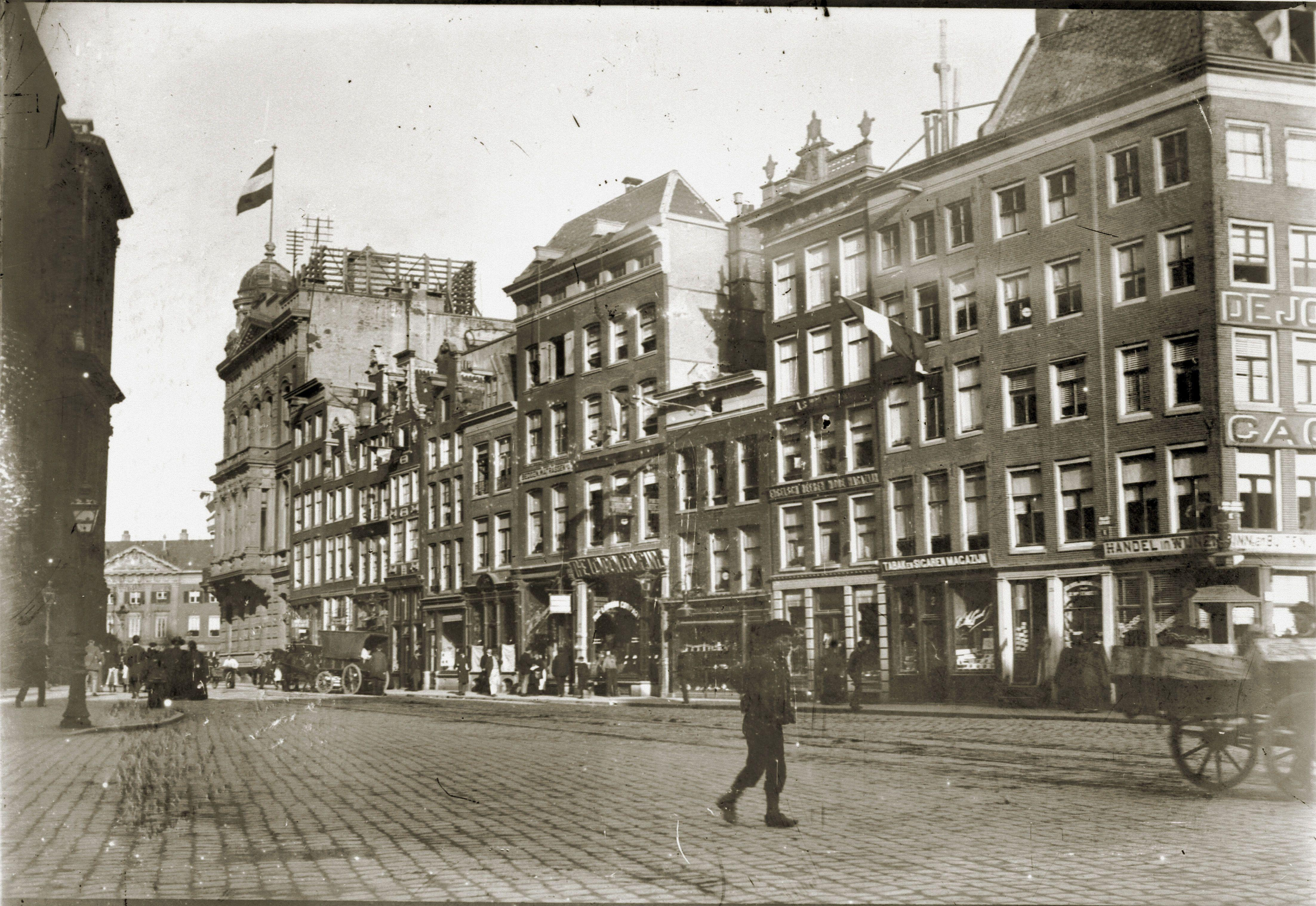
Paleisstraat
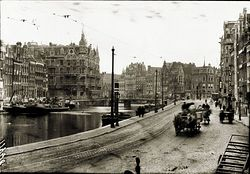
Rokin
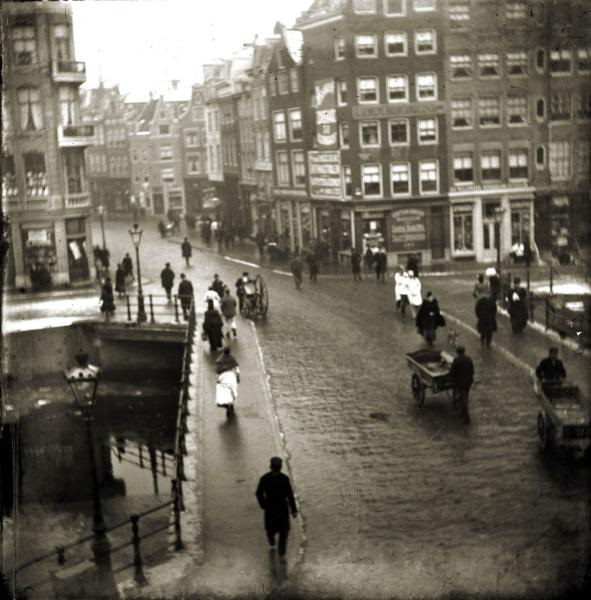
Singelbrug
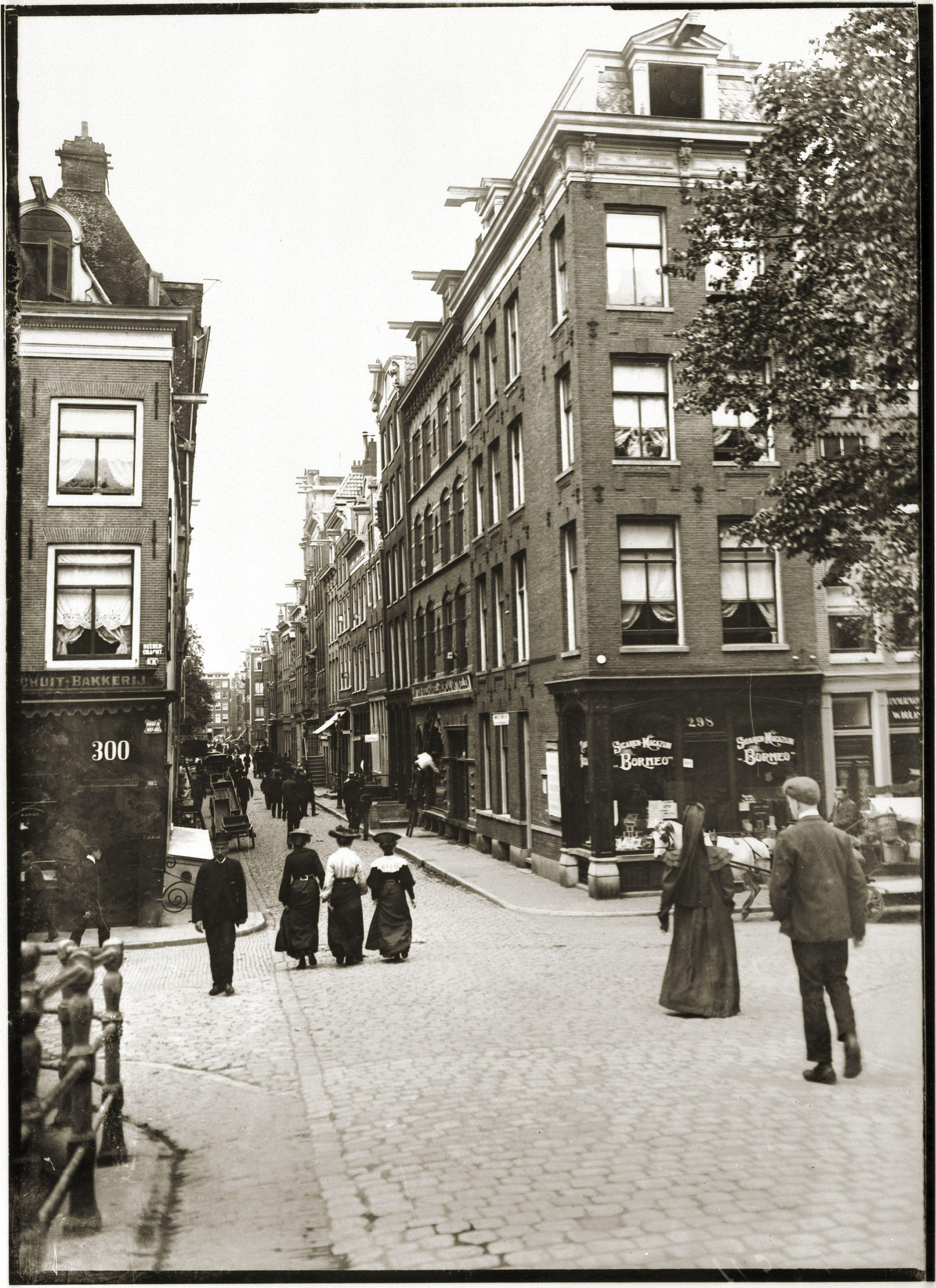
Wolvenstraat 2-6

## Trivia
Breitner ist einer der wenigen Künstler, über den ein eigenes Sprichwort entstand. Wenn in den Niederlanden einmal wieder typisch graues und trostloses Wetter herrscht, grummeln die Amsterdamer „Es ist mal wieder verdammt typisches Breitnerwetter“ (T’is verdomme echt Breitnerweer).
2007 wurde sein Gemälde Eine elegante Dame, die an einer Gracht in Amsterdam entlang spaziert, für 760.250 Euro versteigert.